# Most im. Majora Jana Gryczmana w Przeworsku
Most im. Majora Jana Gryczmana w Przeworsku – most drogowy w Przeworsku na rzece Mleczce w ciągu ulic: Krakowskiej i Łańcuckiej (droga E40 4).

## Historia
Pierwszy most w miejscu obecnego wzniesiono w 1785. Wiązało się to z budową nowej, cesarskiej drogi Kraków – Lwów, nieprzebiegającej dawnym traktem ruskim. Obiekt był wielokrotnie niszczony podczas I wojny światowej przez cofające się wojska. Za każdym razem prowizorycznie go odbudowywano. W 1928 wzniesiono most z drewna o konstrukcji wiszącej. Ze względu na interesującą konstrukcję, jego projekt był prezentowany na wystawie w Poznaniu. W 2001 most został przebudowany według projektu Tomasza Siwowskiego. Uchwałą Nr XXXI/237/12 Rady Miasta Przeworska z dnia 20 grudnia 2012 obiektowi nadano imię Majora Jana Gryczmana, przeworszczanina, uczestnika obrony Westerplatte.

## Parametry techniczne
Długość całkowita mostu wynosi 40,2 m, zaś rozpiętość teoretyczna przęsła 33,6 m. Schemat statyczny stanowi ruszt stalowy swobodnie podparty, zespolony żelbetową płytą pomostu. Ustrój nośny obejmuje dźwigary stalowe, blachownice spawane o wysokości 1,124 m, 8 sztuk w przekroju poprzecznym mostu, płytę pomostu żelbetową, zespoloną z dźwigarami. Podpory stanowią lekkie przyczółki betonowe, zatopione w nasypie, posadowione na palach wielkich średnic 1,5 m. Most posiada klasę nośności A.